# Variació total

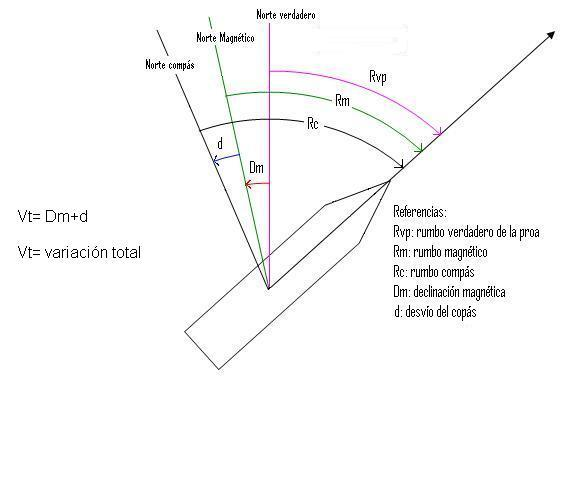
Esquema de rumbs Vp, el meu c.

En Navegació, rep el nom de Variació total (Vt) la sumatòria dels efectes de la declinació magnètica (Dm) i el desviament del compàs patró (dc) o simplement desviació (d).
 Fórmula : Vt = Dm+dc.
Així una lectura efectuada sobre el compàs del vaixell de corregir per mitjà de la variació total per poder traçar en una carta un rumb, una marcatge o azimut.
En l'esquema de la dreta s'observen els diferents rumbs en funció dels diversos orígens de mesura (és a dir: Nord vertader, magnètic o compàs) i la seva relació matemàtica entre ells.

## La declinació magnètica

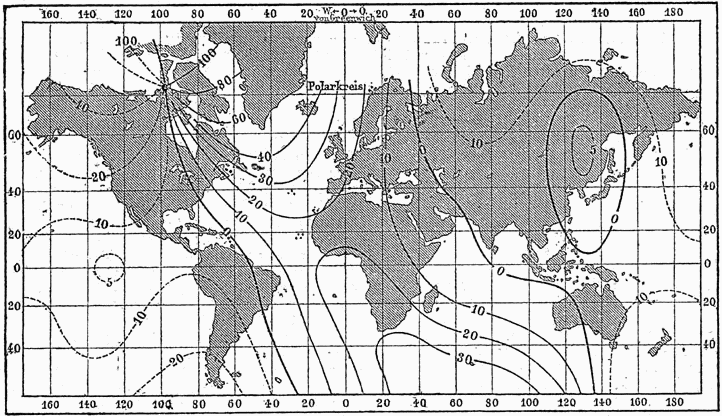
Carta Isogónica.

És l'angle format entre el meridià magnètic i el meridià geogràfic del lloc. Varia en el temps a causa del desplaçament dels pols magnètics terrestre i en l'espai en funció de la ubicació geogràfica (vegeu carta isogónica). El valor està donat en les cartes nàutiques per a la data d'edició i la variació anual per a la seva actualització. Aquest valor s'ha d'actualitzar per la variació anual.
És positiu si el meridià magnètic està a l'est del meridià veritable i negatiu cas contrari.
La línia que uneix punts de la superfície terrestre de la mateixa declinació magnètica s'anomena corba isogónica. (Vegeu esquema)

Per més detalls veure: Declinació magnètica

## El desviament del compàs patró

Esquema d'un compàs patró.

És l'error de l'instrument (compàs). Es produeix en vaixells d'estructura metàl·lica (ferromagnètic). El camp magnètic terrestre genera per inducció un camp magnètic en el vaixell. La interacció entre ambdós distorsiona la lectura i introdueix aquest error. En embarcacions amb buc de fibra de vidre o de fusta seu efecte és mínim i pot menysprear. El seu efecte ha de minimitzar mitjançant compensació del compàs.
En l'esquema de la figura s'observen els diferents elements per compensar el compàs i reduir al mínim el valor del desviament.
 Esquema d'un compàs d'un vaixell d'ultramar en el seu bloc de fusta. 
- 1 - Lantier.
- 2 - Esferes de Thomson.
- 3 - Allotjament per a imants longitudinals.
- 4 - Allotjament per a imants transversals.
- 5 - Barra Flinder

El desviament és funció del cada rumb, ja que l'acció combinada del camp magnètic terrestre i el generat per l'estructura es potencien o len segons l'angle format entre ambdós.
Els vaixells que efectuen navegació d'altura han de confeccionar una corba de desviament del compàs patró per conèixer aquest error per a cada rumb veritable de la proa (RVP).